# Djehutyemhat
Djehutyemhat, hoặc Thotemhat, là một vị vua Ai Cập cổ đại của Hermopolis dưới thời vương triều thứ 25.

## Tiểu sử
Giống như vị tiên vương rất có khả năng của mình, Nimlot, ông đã tự xưng làm vua và sử dụng tước hiệu hoàng gia đầy đủ mặc dù vậy ông không khác gì một tổng đốc của Hermopolis và một chư hầu của vương triều thứ 25 của người Kush. Đồ hình của ông được khắc trên vai của một bức tượng khối miêu tả vị tư tế Tjanhesret, nó được tìm thấy ở Luxor vào năm 1909 và ngày nay nằm tại bảo tàng Cairo (CG 42212), và trên một tấm bùa hộ mạng Amun-Ra có dạng hình naos bằng đồng nhưng không rõ nguồn gốc – có thể đến từ Thebes – và ngày nay nằm tại Bảo tàng Anh (EA11015). Miêu tả duy nhất được biết đến của vị vua này được tìm thấy trên một bảng màu tạ ơn của ký lục mà ngày nay nằm trong bộ sưu tập của Trung tâm Ai Cập thuộc Đại học Swansea.
Nhà Ai Cập học người Anh Kenneth Kitchen đề xuất rằng người đã kế vị Djehutyemhat có thể là vị "vua" ít được biết đến Pedinemty.